# Kirchlindach
Kirchlindach (berndeutsch Chirchlindach [χɪɾχlɪndɐχ], von den Einheimischen Lingech genannt) ist eine politische Gemeinde im Verwaltungskreis Bern-Mittelland des Kantons Bern in der Schweiz und besteht aus den Orten und Weilern Heimenhaus, Herrenschwanden, Jetzikofen, Kirchlindach, Oberlindach und Niederlindach.

## Geographie

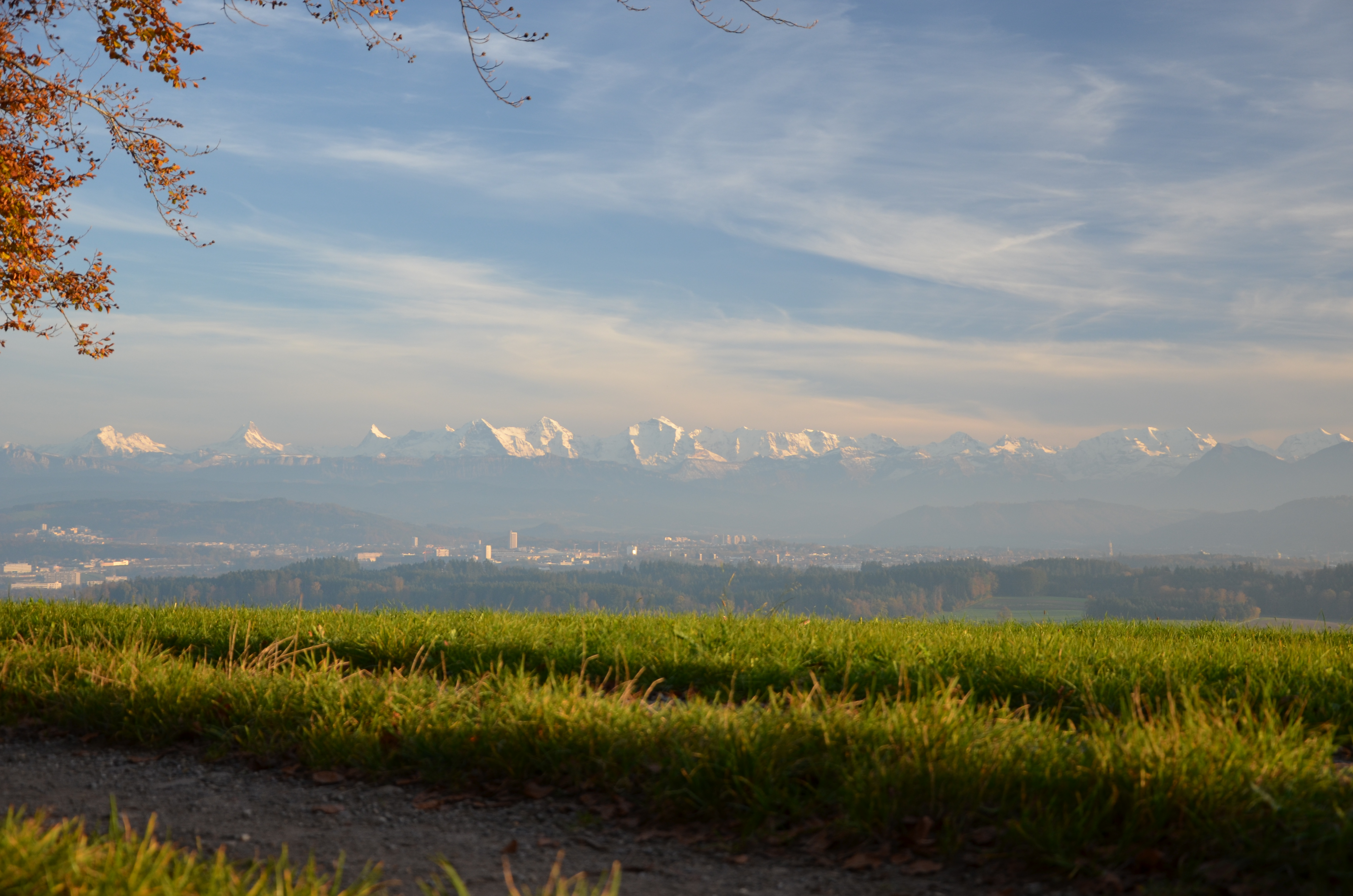
Alpenpanorama vom Waldrand oberhalb Kirchlindach

Die Gemeinde liegt nördlich der Aare und der Stadt Bern. Die angrenzenden Nachbargemeinden im Norden beginnend im Uhrzeigersinn sind Schüpfen, Münchenbuchsee, Zollikofen, Bremgarten bei Bern, Bern, Wohlen bei Bern und Meikirch. Kirchlindach grenzt somit auch an die beiden Amtsbezirke Aarberg und Fraubrunnen. Vom Waldrand oberhalb des Dorfes eröffnet sich ein Panorama von den Berner bis zu den Freiburger Alpen.

## Geschichte

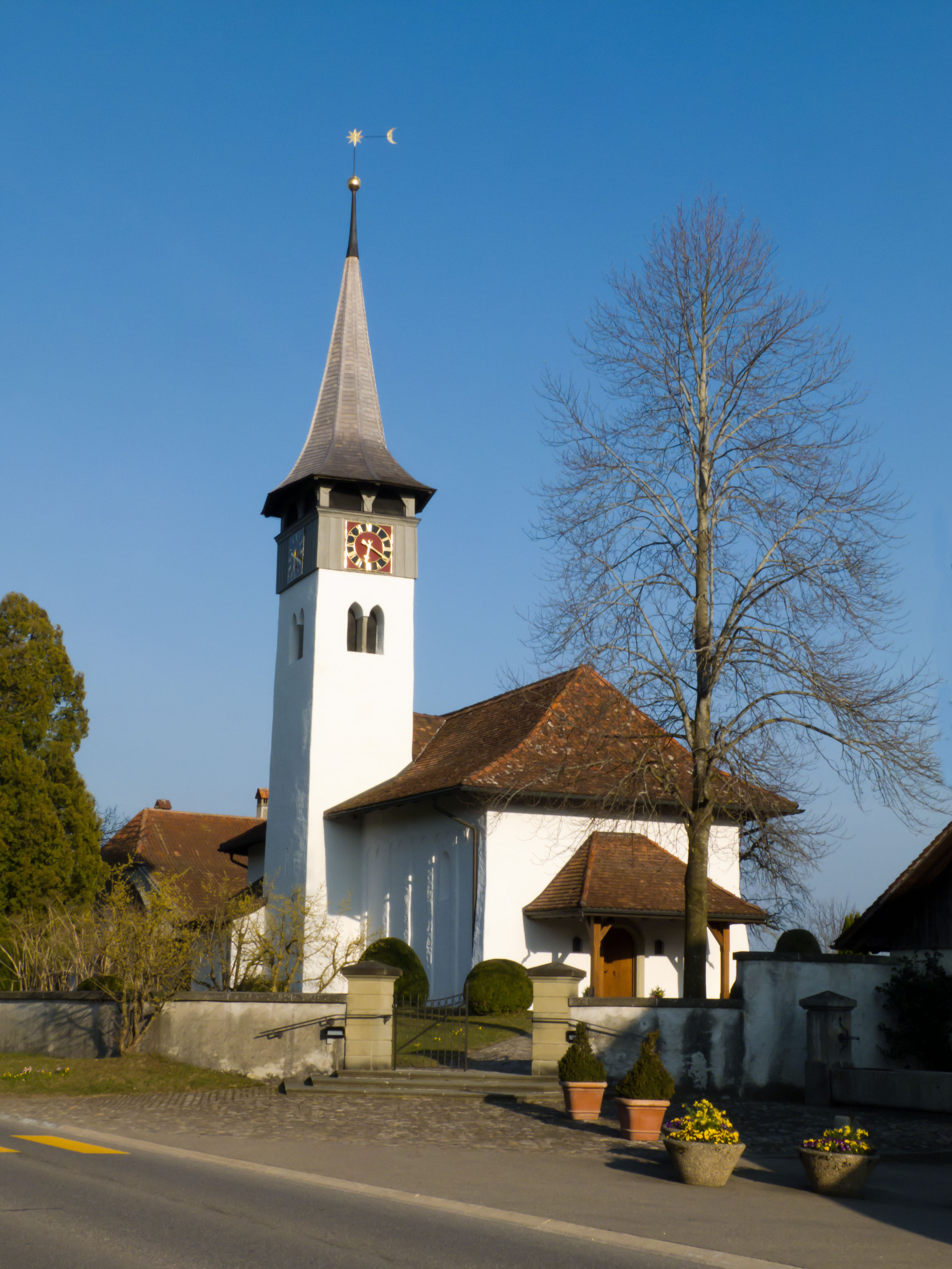
Die Kirche Kirchlindach von Westen

Die Aare bildete im frühen Mittelalter die Grenze zweier Reiche, Burgund und Alemannien. Mit der 1191 gegründeten Stadt Bern war das heutige Gemeindegebiet lange Zeit nur durch eine Fähre verbunden. Später, als die Stadt mächtig wurde, entschloss man sich zum Bau einer Brücke. Im Jahre 1466 wurde eine erste Brücke erstellt, diese wurde 1534/35 durch das noch heute vorhandene prächtige Holzbauwerk ersetzt: die Neubrügg, in der südöstlichsten Ecke der Gemeinde liegend, mehrmals renoviert.
Sie hatte für Bern grosse wirtschaftliche und militärische Bedeutung, führten doch zwei wichtige Strassen darüber, eine ins Seeland (über Meikirch), die andere ins Fraubrunnenamt (über Oberlindach–Münchenbuchsee). Diese beiden Wege, die sich in Burrishaus gabeln, sind zum Teil noch erhalten. Als der motorisierte Verkehr aufkam und die alte Holzbrücke nicht mehr genügte, wurde die Halenbrücke erstellt (1911–1913). Sie galt in ihrer Zeit als eine technische Pionierleistung; sie wurde als eine der ersten Brücken in der Schweiz aus armiertem Beton errichtet und in den Jahren 1992–1993 umfassend erneuert. Sie verbindet heute über die Hauptstrasse 236 das Gemeindegebiet mit der Stadt und mit der Autobahn A1.
Der Name Kirchlindach taucht urkundlich als Lindenacho zum ersten Mal im Jahr 1185 auf. In einer sogenannten Schirm- und Bestätigungsbulle vom 2. Oktober 1185 bestätigt Papst Lucius III. der Abtei St. Johannsen zu Erlach ihre Rechte und ihren Besitz in der Gegend.
In ihren heutigen Grenzen entstand die politische Gemeinde Kirchlindach erst im Jahre 1880 durch Verschmelzung mit der Gemeinde Bremgarten-Stadtgericht. Letztere bestand nur aus Enklaven, aus Teilen von Herrenschwanden, Niederlindach und Oberlindach und zählte bloss 284 Einwohner. Die komplizierten Grenzverhältnisse zwischen den beiden selbstständigen Gemeinden führten zu Streitigkeiten, ja sogar zu Prozessen, eine Marchbereinigung scheiterte am Widerstand der privaten Eigentümer. In dieser Situation stimmten die einzelnen Gemeindeversammlungen einem Zusammenschluss zu, und der Grosse Rat des Kantons Bern erteilte die staatliche Genehmigung.
«Lindach» hat übrigens nicht mit einer Linde zu tun, wie man dies aus dem Gemeindewappen – drei Lindenblätter und ein roter Balken auf silbernem Grund – schliessen könnte. Dieses Wappen ist eine Anlehnung an das Familienwappen der Hetzel von Lindach; in der heutigen Form wurde das Wappen schon um 1780 verwendet. Der Ortsname «Lindach» ist entstanden aus dem gallorömischen Lentiniacum. In diesem Namen steckt der lateinische Personenname Lentinius, daran angehängt das Possessivsuffix ‑acum = zugehörig. Lindach bedeutet demnach: das dem Lentinius gehörende Gut. Namen wie «Buchsacher» und «Muri» lassen ebenfalls auf römische Siedlungen schliessen. Dagegen weisen «Jetzikofen» und «Herrenschwanden» auf alemannischen Ursprung hin.
Als wichtigstes und namensgebendes Bauwerk der Gemeinde muss die dem heiligen Georg geweihte Kirche Kirchlindach mit ältesten Spuren aus dem 8. Jahrhundert bezeichnet werden.
An der Strasse von Herrenschwanden nach Kirchlindach, in einer Senke am Krebsbach, steht das Schlössli Heimenhaus, ein kleiner bernischer Landsitz mit ältesten Bauteilen aus dem 12. und 13. Jahrhundert. Vermutlich war dies der Sitz derer von Lindenach.
Die Berner Architektengemeinschaft Atelier 5 baute Ende der 1950er Jahre in einer Waldlichtung oberhalb der Halenbrücke die Siedlung Halen. Sie gilt als ein Denkmal der modernen Baukunst und wird von Fachleuten aus aller Welt besucht.

## Bevölkerung
Die Gemeinde zählte am 31. Dezember 2023 3293 Einwohner. Ein kurzer Rückblick über die Entwicklung zeigt, dass sich diese von 1880 bis 1950 mit etwa 1100 Einwohnern konstant hielt. Dann begann ein allmähliches Wachstum. Städtische und ländliche Siedlungsformen vermischten sich.
| Jahr      | 1764 | 1850 | 1880 | 1900 | 1930 | 1950 | 1960 | 1970 | 1980 | 1990 | 2000 | 2010 | 2011 | 2022 |
| --------- | ---- | ---- | ---- | ---- | ---- | ---- | ---- | ---- | ---- | ---- | ---- | ---- | ---- | ---- |
| Einwohner | 464  | 1002 | 1174 | 1133 | 1076 | 1130 | 1307 | 1704 | 2273 | 2628 | 2736 | 2849 | 2822 | 3216 |

## Politik
Gemeindepräsident ist seit 2023 Adrian Müller (FDP, Stand 2024).
Bei den Nationalratswahlen 2023 betrugen die Wähleranteile in Kirchlindach (in Klammern die Veränderung im Vergleich zu den Wahlen 2019 in Prozentpunkten): SVP 24,85 % (−1,82), SP 20,60 % (+3,90), Grüne 14,77 % (−1,27), glp 14,43 % (+1,72), FDP 9,68 % (−0,99), Mitte 8,84 % (−1,13), EVP 2,62 % (+0,35), EDU 1,57 % (+0,96), Weitere 2,65 % (−1,73).

## Wasserversorgung
Kirchlindach ist beim Wasserverbund Region Bern angeschlossen.